# Rio Putna
O Rio Putna é um afluente do rio Siret, no distrito de Vrancea, região histórica da Moldávia, Romênia.
O rio tem 144 km de extensão e bacia hidrográfica de 2.720 km², sendo 31% desta área localizada em área montanhosa, no lado oriental dos Montes Vrancea.
O rio Putna corta as seguintes localidades: Greşu, Lepşa, Tulnici, Negrileşti, Bârşeşti, Valea Sării, Vidra, Sifeşti, Făurei e Vânători.

## Mapas
- Harta Munţii Vrancea
- Ovidiu Gabor - Mecanismo econômico em administração de água